# Lovedrive
Lovedrive és el sisè àlbum d'estudi del grup de Heavy Metal alemany Scorpions]. Va ser el primer disc de l'agrupació que va comptar amb el guitarrista Matthias Jabs, entrant en substitució d'Uli Jon Roth. El guitarrista Michael Schenker, que va ser membre del grup en els inicis, va participar en part de la gravació de l'àlbum, aportant la guitarra líder en les cançons "Another Piece of Meat", la instrumental "Coast to Coast" yi "Lovedrive".
La caràtula del disc va ser una vegada més, motiu de controvèrsia (vegeu In Trance i Virgin Killer), pel que va ser censurada i es va crear una versió alternativa, mostrant la imatge d'un escorpí en un fons blau.
La RIAA va certificar el 'Lovedrive' amb Or el 28 de maig de 1986.

## Llista de cançons
1. "Loving You Sunday Morning" (Schenker/Meine/Rarebell) – 5:36
2. "Another Piece of Meat" (Schenker/Rarebell) – 3:30
3. "Always Somewhere" (Schenker/Meine) – 4:56
4. "Coast to Coast" (Schenker) – 4:42
5. "Can't Get Enough" (Schenker/Meine) – 2:36
6. "Is There Anybody There?" (Schenker/Meine/Rarebell) – 4:18
7. "Lovedrive" (Schenker/Meine) – 4:49
8. "Holiday" (Schenker/Meine) – 6:22

## Formació
- Klaus Meine: Cantant
- Rudolf Schenker: Guitarra
- Matthias Jabs: Guitarra
- Francis Buchholz: Baix
- Herman Rarebell: bateria
- Michael Schenker: Guitarra en la 2, 4 i 7

- Produït per Dieter Dierks per a Breeze-Music